# Operação Moonwatch

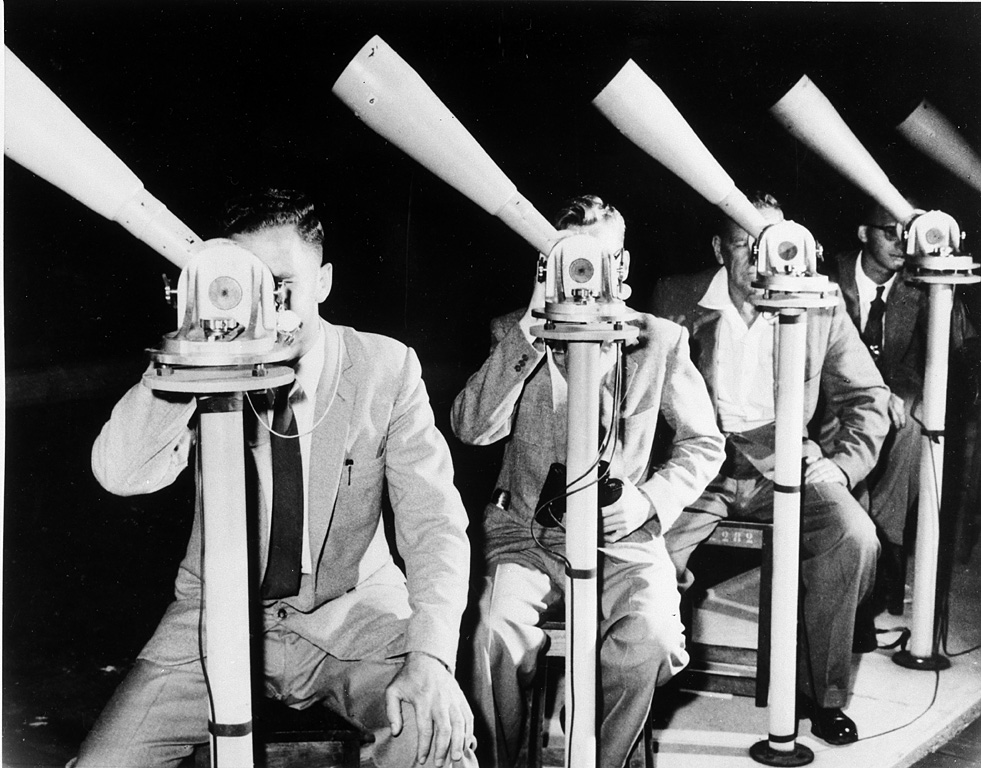
Membros da Operação Moonwatch em Pretória, na África do Sul.

A Operação Moonwatch foi um programa de ciência cidadã iniciado pelo Observatório Astrofísico Smithsoniano, dos Estados Unidos, em 1956. O Observatório organizou o Moonwatch como parte do Ano Geofísico Internacional, que foi provavelmente o maior empreendimento científico único da história.  
Em inglês, moonwatch significa "observação da Lua", e o  objetivo inicial da operação era preparar astrônomos amadores e outros cidadãos para ajudarem cientistas profissionais a identificar os satélites artificiais do Projeto Vanguard. Contudo, o lançamento do Sputnik-1 pela União Soviética reorientou tanto a Operação Moonwatch quanto o Projeto Vanguard. 
Até as estações profissionais de rastreamento ótico entrarem em operação, em 1958, essa rede de cientistas amadores e cidadãos interessados desempenhou um papel crítico no fornecimento de informações sobre os primeiros satélites.

## Origens
Durante a Guerra Fria, os Estados Unidos incentivaram milhares de cidadãos a participar do Ground Observer Corps, um programa nacional para detectar bombardeiros soviéticos. Moonwatch reuniu esses participantes e outros cientistas amadores, fundindo em uma mesma atividade curiosidade e vigilância.
Moonwatch foi ideia do astrônomo de Fred Whipple, de Harvard. Em 1955, como diretor recém-nomeado do Observatório Astrofísico Smithsonian, Whipple propôs que amadores poderiam desempenhar um papel vital nos esforços para rastrear os primeiros satélites. Ele superou as objeções de colegas que duvidavam que cidadãos comuns pudessem fazer o trabalho ou que queriam a tarefa para suas próprias instituições. 
Em 1957 os Estados Unidos anunciaram que pretendiam lançar o primeiro satélite artificial da história, por meio do Projeto Vanguard. Moonwatch viria a desempenhar um papel nesse objetivo.

## Membros do Moonwatch
No final da década de 1950 milhares de adolescentes, donas de casa, astrônomos amadores, professores de escolas e outros cidadãos serviram em equipes do Moonwatch em todo o mundo. Usando telescópios especialmente projetados, construídos à mão ou comprados de fornecedores como a Radio Shack, seus membros monitoravam o céu noturno. Sua resposta imediata foi auxiliada pelo treinamento extensivo que haviam realizado. Uma vez que cientistas profissionais aceitaram a ideia de que cidadãos comuns podiam detectar satélites e contribuir para pesquisas científicas legítimas, Whipple e seus colegas organizaram grupos de amadores em todo o mundo. Cidadãos formaram equipes da Operação Moonwatch em vilas e cidades em todo o mundo, construíram seus próprios equipamentos e buscaram patrocinadores. Em muitos casos, o Moonwatch não era apenas uma moda passageira, mas uma expressão de interesse real na ciência. Em outubro de 1957 a Operação Moonwatch tinha cerca de 200 equipes prontas para entrar em ação, incluindo observadores no Havaí, Austrália, Peru, Japão e até no Ártico.  

## Como o Moonwatch funcionava

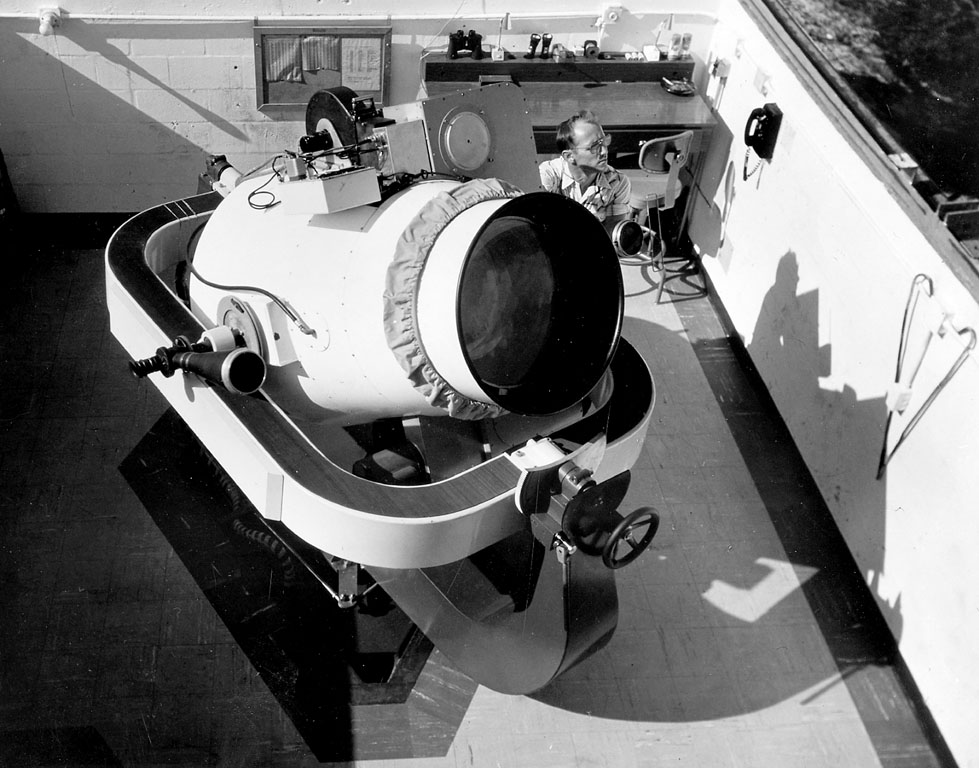
A câmera de rastreamento por satélite Baker-Nunn.

Whipple imaginou uma rede global de instrumentos especialmente projetados que poderiam rastrear e fotografar satélites. Essa rede, auxiliada por um corpo de observadores voluntários e um computador no Centro de Computação do MIT, estabeleceria efemérides - previsões de onde um satélite estará em determinados momentos. Baseadas em uma série de telescópios grande angulares super-Schmidt estrategicamente posicionadas em 12 locais em todo o mundo, as câmeras inovadoras podiam rastrear alvos em movimento rápido enquanto visualizavam grandes faixas do céu. Desde o início Whipple planejou que as estações com pessoal profissional fossem complementadas por equipes de amadores. Observadores de satélites amadores informavam as estações sobre onde procurar. Equipes amadoras retransmitiam as informações para o  Observatório Smithsoniano, onde cientistas profissionais as usavam para calcular as órbitas dos satélites. Então, os profissionais nas estações assumiriam a tarefa de fotografá-los em tempo integral. 

## Ano Geofísico Internacional
O lançamento do Sputnik-1, e, menos de um mês depois, do Sputnik 2 e da cadela Laika, surpreenderam a todos. As equipes de Moonwatch forneceram as informações de rastreamento necessárias para os cientistas dos países ocidentais. Nos primeiros meses da Era Espacial, os membros de Moonwatch eram a única rede mundial  preparada para detectar e ajudar a rastrear satélites. As informações que eles forneceram foram complementadas pelo programa de rastreamento de rádio Minitrack e por operadores de rádio amador. 
Em muitos casos as equipes do Moonwatch também tinham a responsabilidade de comunicar ao público notícias sobre o Sputnik e os primeiros satélites americanos.  

## Posteriormente
A Operação Moonwatch continuou, depois que o Ano Geofísico Internacional terminou. Centenas de cientistas amadores continuaram a ajudar a NASA e outras agências a rastrear satélites. Suas observações muitas vezes rivalizavam com as das estações de rastreamento profissionais, obscurecendo a fronteira entre profissional e amador. Os membros do Moonwatch foram colaboradores importantes dos esforços de pesquisa e desenvolvimento de rastreamento de satélites do Departamento de Defesa dos EUA, entre 1957-1961. 

Um dos mais notáveis atividades posteriores de Moonwatch foi a observação do Sputnik-4, quando ele reentrou na atmosfera em setembro de 1962. Membros de Moonwatch e outros cientistas amadores perto de Milwaukee observaram a reentrada em chamas e suas observações levaram à recuperação e análise de vários fragmentos do satélite soviético. 